# ネララビン
ネララビン (nelarabine) は、 T細胞性急性リンパ性白血病およびT細胞リンパ芽球性リンパ腫の治療に用いられる化学療法薬である。開発コード506U78として知られていた。薬剤名はアラノンジー。
ネララビンは、アラビノシルグアニン・ヌクレオチド三リン酸(araGTP)のプロドラッグであり、 プリン ヌクレオシド類似体の一種であり、これはDNA合成の阻害および細胞毒性を引き起こす。前臨床試験はT細胞がネララビンに特に感受性があることを示した。2005年10月に、少なくとも2つの化学療法レジメンによる治療に反応しなかった、またはその後に再発した急性リンパ芽球性白血病およびT細胞リンパ芽球性リンパ腫についてFDAにより承認された。それは後に2005年10月に欧州連合で承認された。
ネララビンは日本ではアラノンジー、米国でArranon Gとして、EUではAtrianceとしてノバルティスより販売されている。

## 効能効果
再発または難治性の下記疾患については、以下のものが挙げられる。
- T細胞急性リンパ性白血病
- T細胞リンパ芽球性リンパ腫

## 作用機序
ネララビンはアデノシンデアミナーゼによって速やかにara-Gに脱メチル化された後、デオキシグアノシンキナーゼ及びデオキシシチジンキナーゼによって細胞内で5'-一リン酸化体にリン酸化される。5'-一リン酸化体は再度細胞内で三リン酸化体のara-GTPにリン酸化される。白血病芽球内にara-GTPが蓄積すると、デオキシリボ核酸(DNA)にara-GTPが優先的に取り込まれる。DNAに組み込まれたara-GTPのためにDNA伸長・合成が阻害されて、最終的に細胞死が誘導される。
ネララビンはヒトT細胞性白血病細胞株に対して強い細胞障害活性を示したが、ヒトB細胞株に対する細胞障害活性は弱かった。

## 副作用
重篤な副作用については、以下のものが挙げられる。
- 神経系障害[1]
  - 傾眠、感覚性及び運動性ニューロパシー、感覚減退、てんかん様発作
- 感染症[1]
  - 致死的な日和見感染のおそれ
- 肝障害[7]
  - 劇症肝炎、肝機能障害、黄疸[1]
- 横紋筋融解症[1]